# Hugh Orr (Flötist)
Hugh Morton Orr (* 7. Januar 1932 in Toronto) ist ein kanadischer Flötist, Musikpädagoge und Instrumentenbauer.

## Leben
Orr studierte Klavier, Cello (bei Isaac Mamott) und Blockflöte und war von 1955 bis 1963 Blockflötist des Trios bzw. Quartetts von Rowland Pack. Er arbeitete als Arrangeur, Dirigent und Musiker für den Rundfunk und das Fernsehen, gab Konzerte als Solist und Kammermusiker und gab Vorlesungen in Kanada und den USA. Sein Repertoire reicht von der Musik der Renaissance bis zu zeitgenössischer Musik, wobei er viele Werke für sein Instrument arrangierte.
Von 1972 bis 1990 unterrichtete Orr an der Musikfakultät der University of Toronto. Seit Mitte der 1980er Jahre interessiert er sich zudem für elektronische Musik und arbeitet in einem eigenen Studio. Er verfasste eine zweibändige Blockflötenschule (Basic Recorder Technique, 1960) und fertigte mehr als 40 Blockflöten und Krummhörner.

## Quelle
- Hugh Orr. In:  Encyclopedia of Music in Canada. herausgegeben von The Canadian Encyclopedia (englisch, französisch).

| Personendaten    | Personendaten                                            |
| ---------------- | -------------------------------------------------------- |
| NAME             | Orr, Hugh                                                |
| ALTERNATIVNAMEN  | Orr, Hugh Morton                                         |
| KURZBESCHREIBUNG | kanadischer Flötist, Musikpädagoge und Instrumentenbauer |
| GEBURTSDATUM     | 7. Januar 1932                                           |
| GEBURTSORT       | Toronto                                                  |